# Jaleanka, Hoșcea
Jaleanka (în ucraineană Жалянка) este un sat în comuna Sadove din raionul Hoșcea, regiunea Rivne, Ucraina.

## Demografie
Componența lingvistică a localității Jaleanka
     Ucraineană (98,65%)
Conform recensământului din 2001, majoritatea populației localității Jaleanka era vorbitoare de ucraineană (98,65%), existând în minoritate și vorbitori de alte limbi.